# Catedral de San Juan Bautista (Caratinga)
La Catedral de San Juan Bautista o simplemente Catedral de Caratinga (en portugués: Catedral São João Batista) Es una iglesia católica situada en Caratinga, en el estado de Minas Gerais en Brasil. Dedicada a San Juan Bautista es también la diócesis de Caratinga.
Está situada en la plaza Cesário Alvim, que alberga una parroquia que tiene dos capillas de ella dependientes: la capilla de San Sebastián y la capilla de Nuestra Señora de Aparecida.
La Parroquia de San Juan Bautista fue creada el 1 de diciembre de 1873 y se estableció formalmente el 20 de octubre de 1877. Cuando se creó, la parroquia estaba subordinada a la entonces diócesis de Mariana. En 1880, se comenzó a construir la nueva iglesia de San Juan Bautista.
El 10 de diciembre de 1915, con la creación de la diócesis de Caratinga el templo fue elevado a categoría de catedral.